# Tricalysia hensii
Tricalysia hensii är en måreväxtart som beskrevs av De Wild.. Tricalysia hensii ingår i släktet Tricalysia och familjen måreväxter. Inga underarter finns listade i Catalogue of Life.